# تیلور میچل
تیلور ژوزفین استفانی لوسیوف (به انگلیسی: Taylor Josephine Stephanie Luciow) ‏ (۲۷ آگوست ۱۹۹۰ - ۲۸ اکتبر ۲۰۰۹) خوانندهٔ فولک کانادایی بود.
او در تورنتو به‌دنیا آمد و از کودکی به فراگیری رقص و موسیقی پرداخت. میچل در ۲۸ اکتبر ۲۰۰۹ و زمانی که به‌تنهایی مشغول کوه‌نوردی در یک پارک ملی در منطقهٔ نوا اسکوشیا بود مورد هجوم دو قلاده کایوت قرار گرفت و پس از انتقال به بیمارستان جان‌اش را از دست داد.
اولین و تنها آلبوم تیلور میچل با نام For Your Consideration در ابتدای سال ۲۰۰۹ میلادی ضبط شده بود و او در زمان مرگ‌اش سرگرم اجرای تور آلبوم‌اش در شرق کانادا بود.